# 노바 2
노바 2는 아라마루에서 개발한 3D 전략 시뮬레이션 게임인 노바 1492에서 생산과 전투 부분을 극대화시킨 색다른 방식의 RTS게임이라는 특성을 살리고, 그래픽과 조금 더 새로운 시스템과, 자유도를 높인 게임이다. 다른 게임과는 다르게 13개의 전함 시스템이 있었고 그 전함들은 각자의 특징이 다들 있었다.
예를 들면 전함이 로봇이되어 직접 전장에 투입하는 가변특화 전함, 유닛 생산시 소모되는 와트가 급속하게 충전되어 빠르게 유닛을 생산하는 생산특화 전함
강력한 스킬로 적을 혼란에 빠뜨리는 파괴특화 전함 등 요소가 있다.
이 게임은 자신이 원하는 부품을 원하는 대로 조립하여 전장에서 사용하는데, 어떻게 조립하는지, 어떻게 운용하는지에 따라 승패가 갈려 무척 흥미진진 하다.
하지만 전함의 경우 일부 효율이 좋은 전함들만 사용되었으며 자동 매칭 시스템은 새로운 사람들이 게임을 할 마음이 줄어들게 하는 좋지 않은 시스템이었다. 2011년 6월 14일 서비스를 종료하였다.